# Labeobarbus ethiopicus
Labeobarbus ethiopicus és una espècie de peix de la família dels ciprínids i de l'ordre dels cipriniformes. Va ser descrit com a Barbus ethiopicus per G. Zolezzi el 1939.

## Morfologia
Els adults poden atènyer fins a 25,8 cm de longitud total.

## Distribució geogràfica
Es troba a Etiòpia.